# Capo Mizen
Capo Mizen (inglese: Mizen Head; gaelico: Carn Uí Néid) è il punto più sud-occidentale e meridionale dell'isola d'Irlanda, situato nella contea di Cork. Si trova a 3,8 km a ovest di capo Brow, il punto più meridionale d'Irlanda.

## Descrizione
È un luogo turistico e presenta sul promontorio che lo contraddistingue una stazione meteorologica, un faro e un segnalatore per imbarcazioni: quest'ultimo è anche un museo aperto al pubblico.
Caratteristici i 99 gradini che conducono alla stazione attraverso gli scogli sull'Oceano.